# Altica ancyrensis
Altica ancyrensis es una especie de  coleóptero de la familia Chrysomelidae. Fue descrita científicamente por primera vez en 1897 por Weise.